# Džore Držić
Džore Držić (Dubrovnik, 6. veljače 1461. – Dubrovnik, 26. rujna 1501.) hrvatski je renesansni pjesnik, sa stvaralaštvom u 15. stoljeću. 

## Životopis
Džore Držić bio je ugledni dubrovački pučanin, brat slikara Vlaha Držića i stric slavnoga komediografa Marina Držića. Završio je humanističku školu u Dubrovniku, a potom studirao pravo u Italiji koje je doktorirao, da bi na posljetku 1487. postao svećenikom. Radio je kao rektor crkve Svih svetih u Dubrovniku i kancelar dubrovačkog kaptola. Đurađ Dragišić u Prirodi anđela iz 1499. godine spominje ga kao sudionika u učenim raspravama na latinskom jeziku u dubrovačkoj katedrali i kao jednog od najboljih govornika. Poznat je kao prvi hrvatski dramaturg.

## Lirika
S obzirom na lirski subjekt, njegove pjesme se mogu podijeliti u 4 skupine:
- pjesme sa zaljubljenim lirskim subjektom muškog roda
- pjesme čiji su lirski subjekti analitičari ljubavne problematike
- pjesme za zaljubljenim lirskim subjektom ženskog roda
- pjesme s religioznim lirskim subjektom.

### Utjecaji
Svoje je pjesničko djelo, u kojemu je ispisao temeljno ostvarenje hrvatskoga jezičnoga izraza u obliku koji je postao hrvatski književni jezik, stvorio u 15. stoljeću. Njegovo pjesništvo dokazuje da su mu humanistički počeci blagotvorno utjecali na pjesničku dikciju i druge pjesničke kvalitete: diskretnost i spiritualnost, kojima se njegova ljubavna lirika bitno razlikuje od one njegova starijeg suvremenika, s kojim ga uvijek povezuju i uspoređuju, Šiška Menčetića. Zajedno s njime pripada strambotistima koji se ograđuju od nekih Petrarkinih ideja: prisutan je izostanak neoplatonizma, naglašena je senzualnost te se pjesnici približavaju pučkim oblicima (strambotto, rispetto), a napuštaju sonet.
Držićeve Pjesni ljuvene vjerojatno su uživale veliku popularnost u Dubrovniku, jer kad je dubrovački vlastelin Nikša Ranjina počeo u svoj rukopisni zbornik bilježiti ljubavne pjesme što su ih mladi Dubrovčani skladali svojim gospojama, Džore Držić bio je već šest godina mrtav, a njegove se pjesme ipak nalaze u Ranjininu zborniku, što upućuje na to da su se prenosile i pamtile.
Dugo se smatralo da je sva Držićeva poezija očuvana u Ranjininu zborniku te su mu pripisivane i neke "pjesni na narodnu", najčešće Odiljam se. Godine 1963. otkriven je tzv. dublinski rukopis naslovljen Džorete Držića pjesni ke stvori dokle kroz ljubav bjesnješe. Tim su mu rukopisom pripisane neke nove pjesme, a pokazalo se da neke pjesme Držić nije napisao. Rukopis se sastoji se od 96 pjesama i drame Radmio i Ljubmir.

### Forma
Držićeve pjesme većinom su ispjevane u dvostruko rimovanom dvanaestercu dubrovačkog tipa, odnosno u dvanaestercu s neprijenosnom rimom i sa sekundarnim cezurama nakon 3. i 9. sloga, uz glavnu cezuru nakon 6. sloga (npr. Grem si, grem, | gdigodir || misal mi | pozađe). Neke su pjesme u jedanaestercu i četrnaestercu (utjecaj talijanskog aleksandrinca, ali i petnaestercu (utjecaj bizantinca).
Za razliku od Šiška Menčetića, u akrostisima ne zapisuje imena žena nego svoje ime ili pak uzdahe. Akrostisima i refrenima djelovao je i na kompoziciju te strofične organizacije, primjerice u pjesmi Ranjenom srcu tražim lijeka, u kojoj piše o uobičajenoj petrarkističkoj tematici srca koje napušta ljubavnika pošto ugleda dragu, uveo je refren koji daje dodatnu introspekciju lirskom subjektu: Grem si, grem, gdigodir misal mi pozađe, / jeda se gdi ki mir mom srcu obnađe.
Poslanica Sladoju zapravo je bliska žanru poslanice, zbog kompozicije: uvodni i zaključni dio pjesme zapravo su epistolarno obraćanje Sladoju, nepoznatom ili izmišljenom pjesniku komične poezije, a ljubavna pjesma o seljanci ukomponirana je unutar poslanice.
Pjesme su uglavnom kratke i izjavne/dijaloške, odnosno apelativne, upućene nekoj osobi ili predmetu, obično s obraćanjem na početku.

### Tematika
Za razliku od Menčetićeva lirskog subjekta, Držićev nije senzualno orijentiran, nego je melankoličan i povučen, kontemplativan, bez agresivna pristupa ljubavi.
Tematika je uglavnom petrarkistički konvencionalna: općenito dominiraju teme ljepote i ljubavi. Neke njegove pjesme nadvladavaju konvencionalnu retoričku maniru petrarkističke lirike: javljaju se i dvije pjesme "ženskog glasa" u kojima je kazivač žena, a karakterizira ih jednostavan pjesnički jezik, ženina žudnja za odsutnim izabranikom te fingiranje pisane komunikacije.

## Drama
U dublinskom rukopisu iz 1963. godine pronađena je pastirska ekloga Radmio i Ljubmir, napisana vjerojatno krajem 15. stoljeća, napisano prema talijanskom predlošku pastorale Baldassarea Tacconea. To je prvo hrvatsko dramsko djelo svjetovnog karaktera, stoga se Džore Držić može smatrati i začetnikom moderne hrvatske drame.
U drami se govori o dvama pastirima kao kontrastima različitog poimanja ljubavi. Radmio je razuman, a Ljubmir zaljubljen pastir te zastupa, za razliku od Radmilova principa racionalnosti (Jer nije pribitka gdi glave ne bude / Nije tuj dobitka, gdi ga tko ne bljude), princip svemoći ljubavi (Ja ću poć po svitu svudi se tukući / Jak pčela po cvitu slatki med ištući) koji nadvladava racionalizam, a ujedno je realističnost u dijalogu suprotstavljena Ljubmirovu petrarkizmu. U eklogi se aludira i na domoljublje (Moj dragi Ljubmire, što tu meu knezovi? / A ovce tve tire po gorah vukovi!) te na samog autora: poistovjećenjem preko Ljubmirova krsnog imena (Skoro je Đurđev dan, moje krsno ime).